# 熱帶風暴米雷 (2022年)
熱帶風暴米雷（英語：Tropical Storm Meari，國際編號：2208，聯合颱風警報中心：WP092022）是2022年太平洋颱風季第8個被命名的風暴。「米雷」（韓語：메아리）一名由北韓提供，指回音，比喻颱風委員會將颱風訊息傳送給各會員。

## 發展過程
8月9日，一個熱帶擾動在帕哈羅斯岩島北北東方海域生成，美國海軍研究實驗室給予擾動編號90W。
8月10日凌晨1時，聯合颱風警報中心將其評級提升為「中」。上午8時，日本氣象廳將其升格為熱帶低氣壓，並對其發布烈風警報。同時，台灣中央氣象局將其升格為熱帶性低氣壓，給予編號TD10。下午2時，香港天文台將其升格為熱帶低氣壓。
8月11日下午2時，聯合颱風警報中心將其升格為熱帶低氣壓，給予熱帶氣旋編號09W。晚間8時，聯合颱風警報中心率先將其升格為熱帶風暴。
8月12日凌晨2時，日本氣象廳將其升格為熱帶風暴，給予其國際編號2208，並命名「米雷」。同時，台灣中央氣象局將其升格為輕度颱風。
8月13日下午2時，聯合颱風警報中心將其降格為熱帶低氣壓。下午5時30分，日本氣象廳表示米雷於靜岡縣伊豆半島登陸。
8月14日凌晨2時，聯合颱風警報中心再度將其升格為熱帶風暴。凌晨4時，聯合颱風警報中心對其發出最後警告。下午2時，台灣中央氣象局表示米雷已轉化為溫帶氣旋。晚間8時，日本氣象廳亦表示其轉化為溫帶氣旋。
8月17日晚上8時，日本氣象廳在天氣圖上移除該系統。

### 事後調整
日本氣象廳在11月16日發表的事後報告中，將米雷的氣壓上調至996百帕。

## 影響

### 日本
當地發布之最高風力警報：暴风警报
米雷讓靜岡縣在48小時內錄得超過300毫米雨量，並導致約一萬戶停電。
伊豆大島3小時內降下203毫米的雨量，更導致新幹線列車延誤，日本航空、全日空等多家航空公司也因此取消部分航班。

## 外部連結
| 太平洋颱風季             |
| 主題頁 - 專題 - 編輯指南 |

- （日語）日本氣象廳首頁 （页面存档备份，存于）
- （英文）聯合颱風警報中心首頁 （页面存档备份，存于）
- （简体中文）中國國家氣象中心首頁 （页面存档备份，存于）
- （繁體中文）臺灣中央氣象局首頁 （页面存档备份，存于）
- （繁體中文）香港天文台首頁 （页面存档备份，存于）
- （繁體中文）澳門地球物理暨氣象局首頁 （页面存档备份，存于）
- （英文）菲律賓大氣地球物理和天文管理局 惡劣天氣公告 （页面存档备份，存于）
- （泰文）泰國氣象局首頁 （页面存档备份，存于）